# Ctenospondylus
Genre
Espèces de rang inférieur
- † C. casei
- † C. ninevehensis

Ctenospondylus (« vertèbre peigne ») est un genre éteint de sphénacodontes de la famille  des sphénacodontidés. Ses fossiles ont été trouvés dans les états américains de l'Ohio et du Texas. Il date du Permien inférieur (Artinskien supérieur et Kungurien inférieur)

## Description
Ses espèces mesuraient environ 3 mètres de long.
Ses fossiles ont été trouvés dans les états américains de l'Ohio et du Texas. C'était un carnivore et des proies sur des animaux proches de sa taille. Ctenospondylus avait une longue queue, des épines dorsales courtes et un crâne très profond mais étroit avec des mâchoires massives qui avaient des dents pointues. En raison de sa grande taille, il était probablement le superprédateur dans son environnement, et 
pourrait avoir rivalisé avec d'autres prédateurs comme Dimetrodon pour la nourriture.

## Galerie

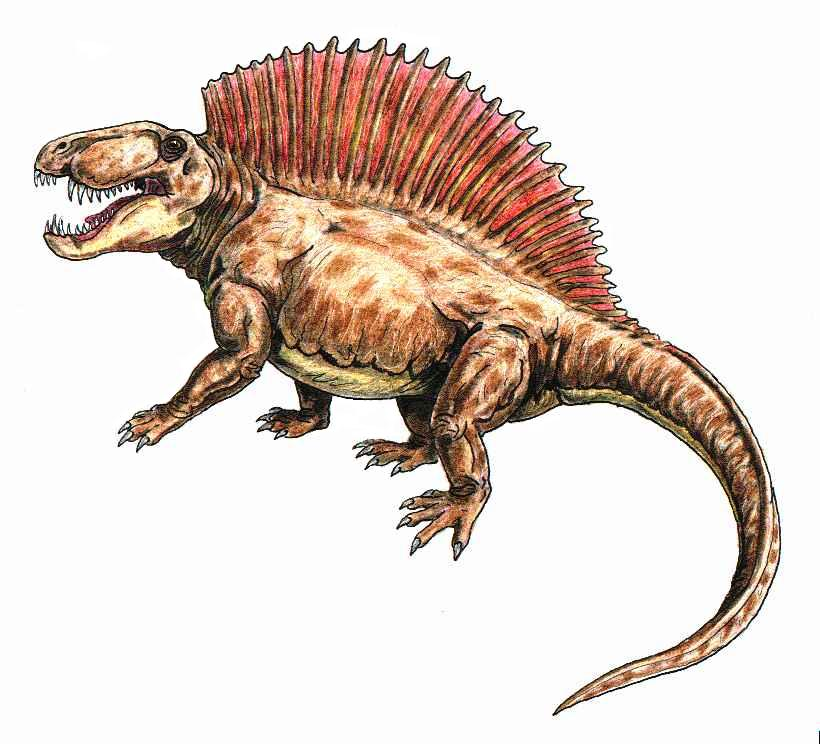
Dessin de Ctenospondylus